# Mont Karioi
Le mont Karioi, aussi appelé simplement Karioi, est un stratovolcan éteint âgé de 2,4 millions d'années. Situé à huit kilomètres au sud-ouest de Raglan dans la région de Waikato, sur l'île du Nord de la Nouvelle-Zélande, il est le plus ancien d'un alignement de six volcans calco-alcalins, dont le plus grand est le mont Pirongia, les autres étant Kakepuku (en), Te Kawa, Tokanui, Waikeria et Puketotara.
Karioi désigne également la zone de Highway Board, située autour de la montagne et existante de 1870 à 1889, année où elle est absorbée, en même temps que Whaingaroa, pour former le riding de Karioi dans le district de Waikato. En 1876, la localité compte 112 habitants et 27 maisons et, en 1889, 119 contribuables y résident officiellement, mais 80 laissent leur logement vacant.
Les documents remontant au XIXe siècle utilisent parfois l'appellation de « mont Karehoe »,.

## Géographie

### Géologie

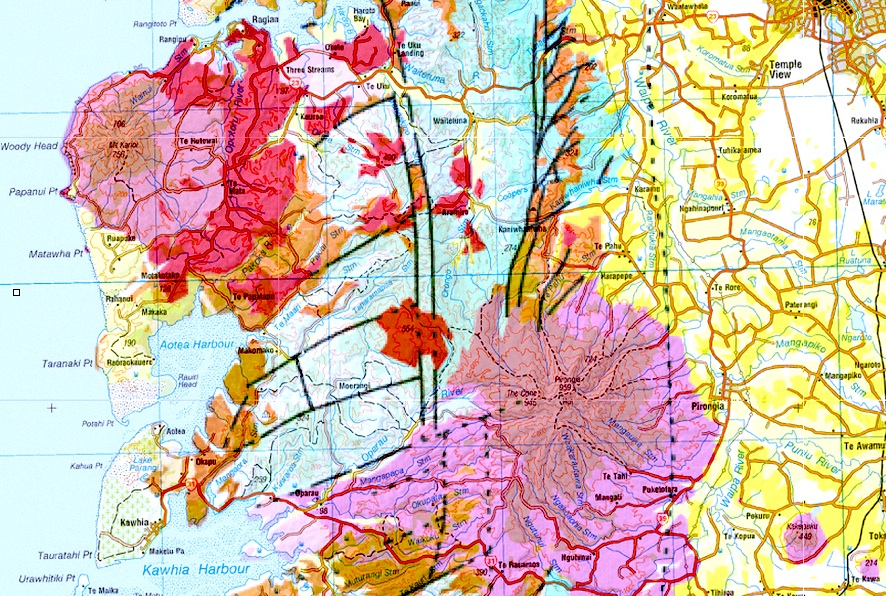
Carte géologique de Karioi, Pirongia, Kakepuku et Te Kawa.

Le mont Karioi est un volcan éteint, formé au cours du Pliocène supérieur, de type cône à faible pente ou bouclier, du groupe volcanique Alexandra (en). Ses flancs hébergent certains des volcans d'un champ volcanique basaltique monogénique colocalisé, le champ volcanique d'Okete. C'est le plus ancien et le plus occidental des linéaments volcaniques d'Alexandra. Il se compose en grande partie de basalte avec des dykes d'andésite, qui constituent le matériau principal des crêtes.
Le volcan était actif il y a 2,3 à 6 millions d'années. Il y a deux millions d'années, Karioi était probablement un cône de cendre, peut-être double, et d'une hauteur supérieure d'au moins cent mètres à celle du volcan actuel, qui culmine à 756 m. Le magma se frayait un chemin à travers les couches calcaires et les mudstones plus anciens. Celui-ci contient des composés chimiques comme la silice (47 à 60 %) et l'alumine (12 à 20 %).

### Faune et flore

#### Flore
Le capitaine Cook désigne initialement Karioi comme « Woody Head », en raison de la végétation importante présente sur la montagne. Ce mont est unique car il est le plus septentrional de la côte ouest à posséder une diversité de végétation allant de la forêt tropicale à la flore montagnarde. Les précipitations annuelles peuvent atteindre plus de 1,5 m.
La flore locale était auparavant concentrée dans une forêt tropicale de podocarpes, dominée par le totara, le matai, le rimu, le kahikatea, le rata, le black maire et les fougères arborescentes. Dans la majeure partie de la forêt, les terrains ont été défrichés au début du XXe siècle, en abattant les arbres et/ou brûlant les terrains mais une partie de ces espaces forestiers ont résisté. Depuis les années 1960, des marsupiaux comme les Phalangeriformes, parfois improprement désignés sous le nom d'oppossums, ont tué bon nombre des plus grands arbres qui avaient survécu à l'exploitation forestière jusque dans les années 1970, leurs troncs durs se dressant au-dessus de la végétation secondaire.
Le long de la piste principale, la forêt abrite des arbres kohekohe, près des gorges de Te Toto, puis la végétation se transforme au cours de l'ascension, d'abord composée de kamahi et tāwheowheo vers le sommet, avec des groupes de māhoe et rewarewa entre le kohekohe et le kamahi du côté de la route menant à Ruapuke.
En automne, certaines zones à proximité de Karioi sont riches en champignons, notamment l'Entolome de Hochstetter, l'Oreille-de-Judas et de nombreux polypores.

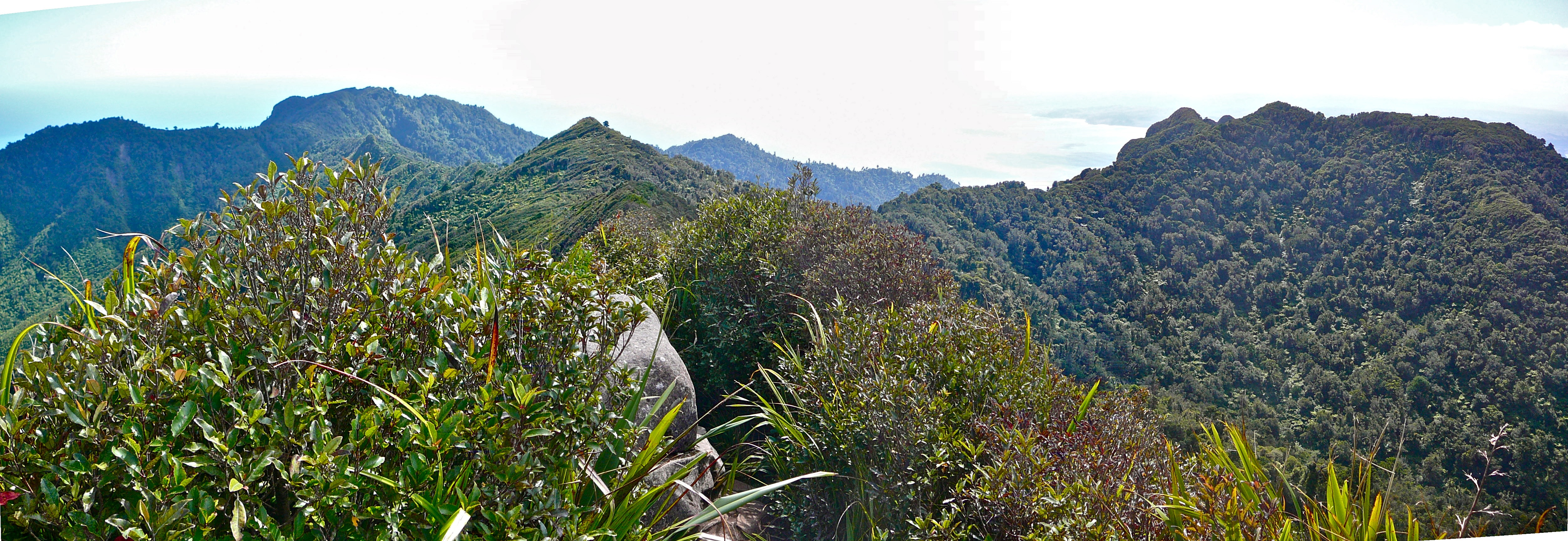
Les crêtes boisées du mont Karioi vues depuis le sommet.

L'altitude et le vent sont les principaux éléments influant sur la flore de Karioi. L'altitude affecte de nombreuses plantes de Karioi. Entre 550 et 650 m, la ligne de brume régulière, de nombreuses espèces ont soit leur limite supérieure, soit leur limite inférieure. Le changement se produit dans sur un intervalle de 20 à 30 m et est plus élevé sur les crêtes que dans les vallées. Les mousses se développent là où la croissance des plantes à feuilles est affectée par les nuages, la température ou l'évapotranspiration. L'absorption des nutriments est restreinte et les arbres deviennent rabougris et noueux. L'arbre appelé Kamahi est typique : sa croissance monopodiale, à tronc unique, se transforme progressivement en sympodiale, basse, noueuse avec des porte-greffes supportant jusqu'à une douzaine de troncs, en montant en altitude. La conduite de l'air froid vers le fond des vallées provoque des conditions semblables à celles des zones montagnardes, avec humidité relative élevée, une faible évaporation et moins de soleil.
Le vent est principalement constitué de vents dominants venant du sud-ouest, chargés de sel après leur passage au-dessus de la mer. Il influe considérablement sur les espèces se développant dans les endroits où il souffle.
Malgré les dégâts causés par les contraintes environnementales, des écosystèmes végétaux distincts (crêtes, plaine, fond de vallée, pente rocheuse, espaces côtiers et zones montagnardes exposées ou abritées) se développent. La Société botanique de Nouvelle-Zélande identifie 127 espèces locales provenant des forêts à plus de 300 m d'altitude et 264 en dessous de cette altitude.

#### Faune

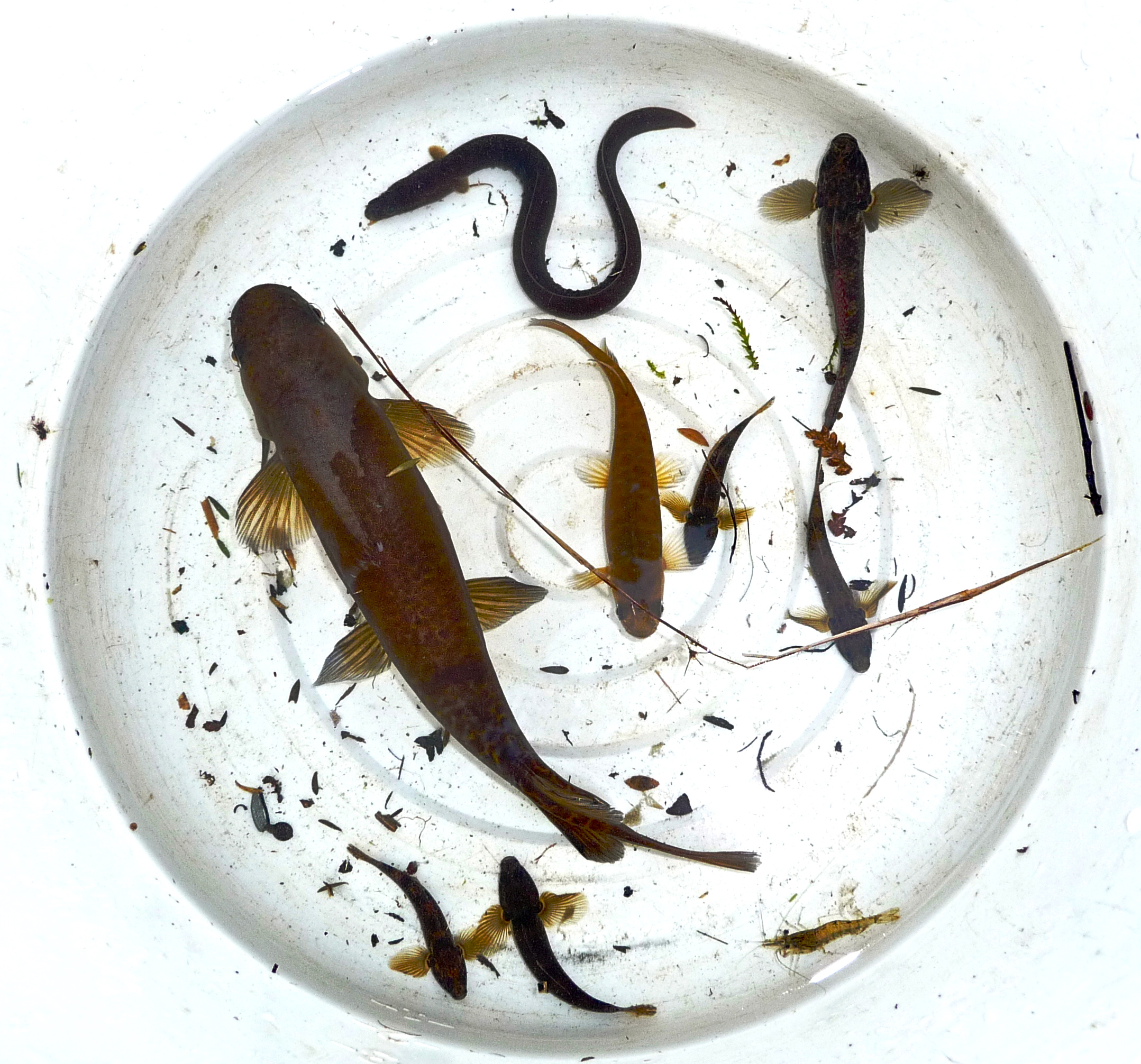
Les ruisseaux de la région de Karioi sont suffisamment propres pour accueillir des poissons comme ces kokopus du ruisseau Wainui.

Des chauves-souris à longue queue, endémique de Nouvelle-Zélande, ont été repérées autour de Karioi en raison de leurs grincements aigus.
Depuis 2000, la couverture végétale de Karioi s'améliore et les méliphages tūī, les méliphages carillonneurs et les carpophages de Nouvelle-Zélande voient leur population croître. Des nestors superbes sont parfois aperçus. La régénération des espaces de brousse sur les terres maories situées autour du mont Karioi peut expliquer l'augmentation de l'avifaune. Des coucous éclatants, des gérygones de Nouvelle-Zélande, des miros mésanges et des rhipidures à collier peuvent également être observés ou entendus. Le piégeage des ravageurs près des falaises vise à protéger les terriers pétrels noirs.
Trois espèces de geckos originaires de Nouvelle-Zélande ont été observées sur le mont Karioi. Les geckos verts d'Auckland, ou Naultinus, sont courants sur Karioi jusqu'à la prolifération des phalangeriformes. Bien que présentant des couleurs vives et étant actifs pendant la journée, ils sont très bien camouflés et restent difficiles à repérer dans les manuka et kanuka où ils vivent principalement. Les geckos des forêts et les geckos du Pacifique vivent généralement au sol et sont actifs la nuit.

#### Contrôle des nuisibles
Dès les années 1950, les dégâts causés aux espaces naturels sont visibles, notamment par les touristes. Dans les années 1970, une chute de la biodiversité et une forte dégradation des espaces naturels surviennent. De nombreuses espèces d'arbres sont menacées par une forte population de chèvres marrones, les jeunes arbres ne pouvant survivre qu'en poussant sur d'autres arbres, tels des espèces épiphytes, afin de se dresser au-delà de la hauteur à laquelle les chèvres peuvent brouter. De nombreux arbres néo-zélandais s'adaptent à cette forme de croissance et laissent descendre leurs racines aériennes jusqu'au sol. Depuis 1970, le ministère de la Conservation œuvre à protéger les écosystèmes de Karioi en réduisant le nombre d'espèces extérieures introduites grâce à des programmes d'éradication. L’objectif est d’aider la flore et la faune indigènes à résister aux pressions induites par les espèces nuisibles.
Parallèlement aux chèvres sauvages, d'autres espèces menacent les végétaux du Karioi, comme les phalangeriformes. Les rata du Nord, les marguerites arboricoles, les kohekohe et les kamahi sont ainsi les aliments préférés de ces animaux et beaucoup meurent après un broutage intensif. La plupart des zones du parc disposent de systèmes de captures (reliées par des pistes balisées en rose). Les taux de captures sont inférieurs aux prévisions, de moins de 5 %. Une autre solution est donc imaginée : des largages aériens de fluoroacétate de sodium, ou 1080, à intervalles d'environ 5 ans, afin d'empoisonner les espèces invasives. En 2016, le niveau d'efficacité de l'éradication atteint 10 %, ce qui incite les autorités à effectuer un largage supplémentaire de poison 1080 en 2017.
L'intervalle est déterminé par la surveillance de 96 kohekohe, 43 kamahi et 8 totara de Hall, qui sont au préalable étiquetés. Ils sont contrôlés chaque année et sont mesurés les changements dans la couverture foliaire, les traces du broutage par les phalangeriformes et l'utilisation du tronc.

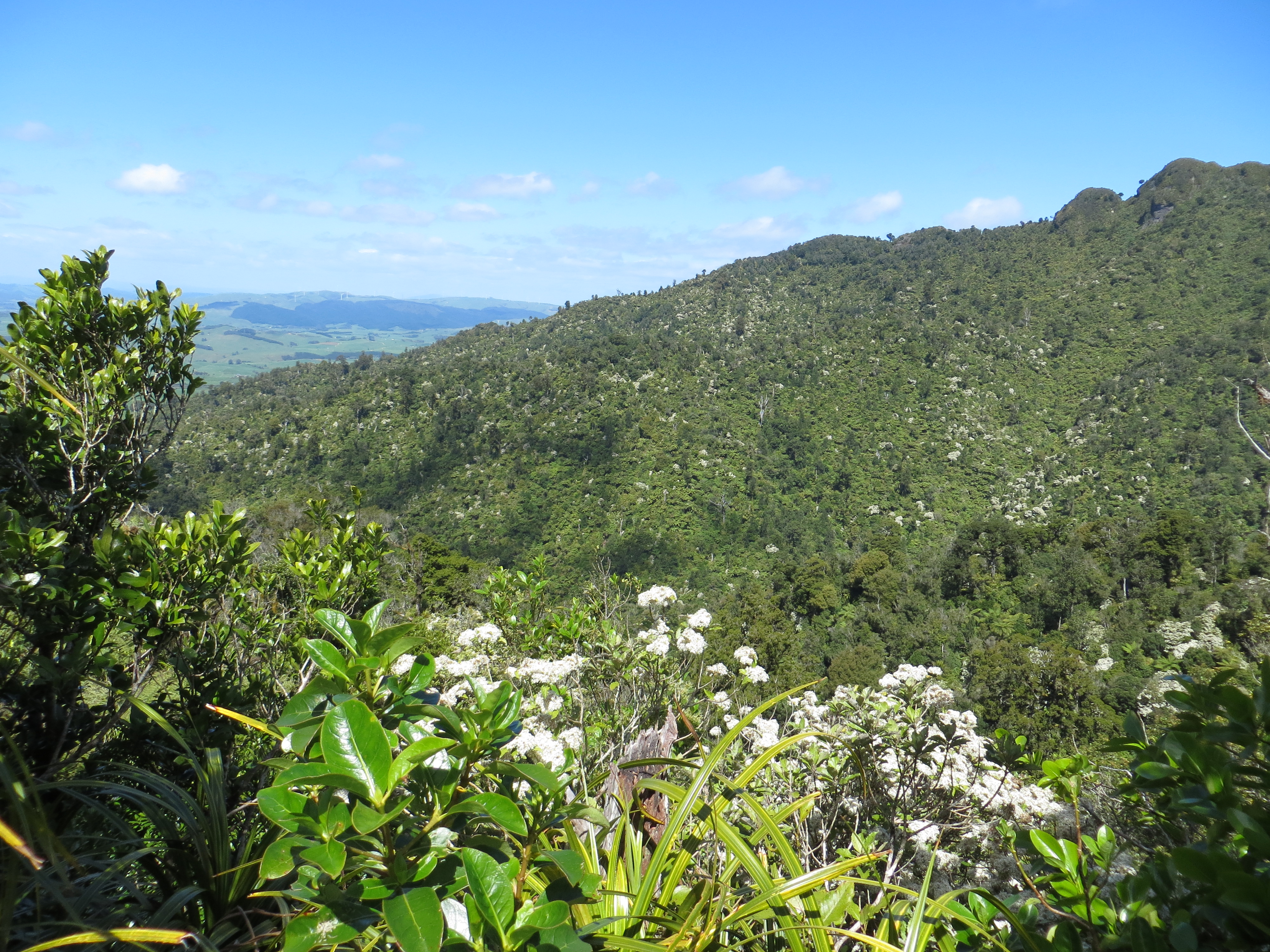
Photographie de marguerites arboricoles en 2012, après leur régénération.

Le projet de restauration de la biodiversité de Karioi est mené en partenariat communauté, mené en collaboration par l'antenne régionale d'A Rocha, l'association Te Whakaoranga O Karioi (« Restaurer Karioi en un environnement sain et durable »), le ministère de la Conservation et la communauté de Whaingaroa. Des actions de piégeage débutent en 2009 dans la réserve, avec jusqu'à soixante bénévoles entretenant environ 150 pièges à rats, phalangiformes et hermines sur 28 hectares de brousse. En 2020, plus de 2 000 pièges ont été installés et 350 bénévoles entretiennent près de 2 300 hectares. Au cours des trois premières années, 592 rats, 183 souris, 6 hermines, 26 phalangiformes et 13 hérissons sont capturés. 50 pièges à hermines sont placés le long des 5 km des gorges de Te Toto, jusqu'à la piste menant à la crête de Ruapuke et ceux-ci permettent la capture de 54 hermines et 73 rats en 2017.

## Gorges du Te Toto

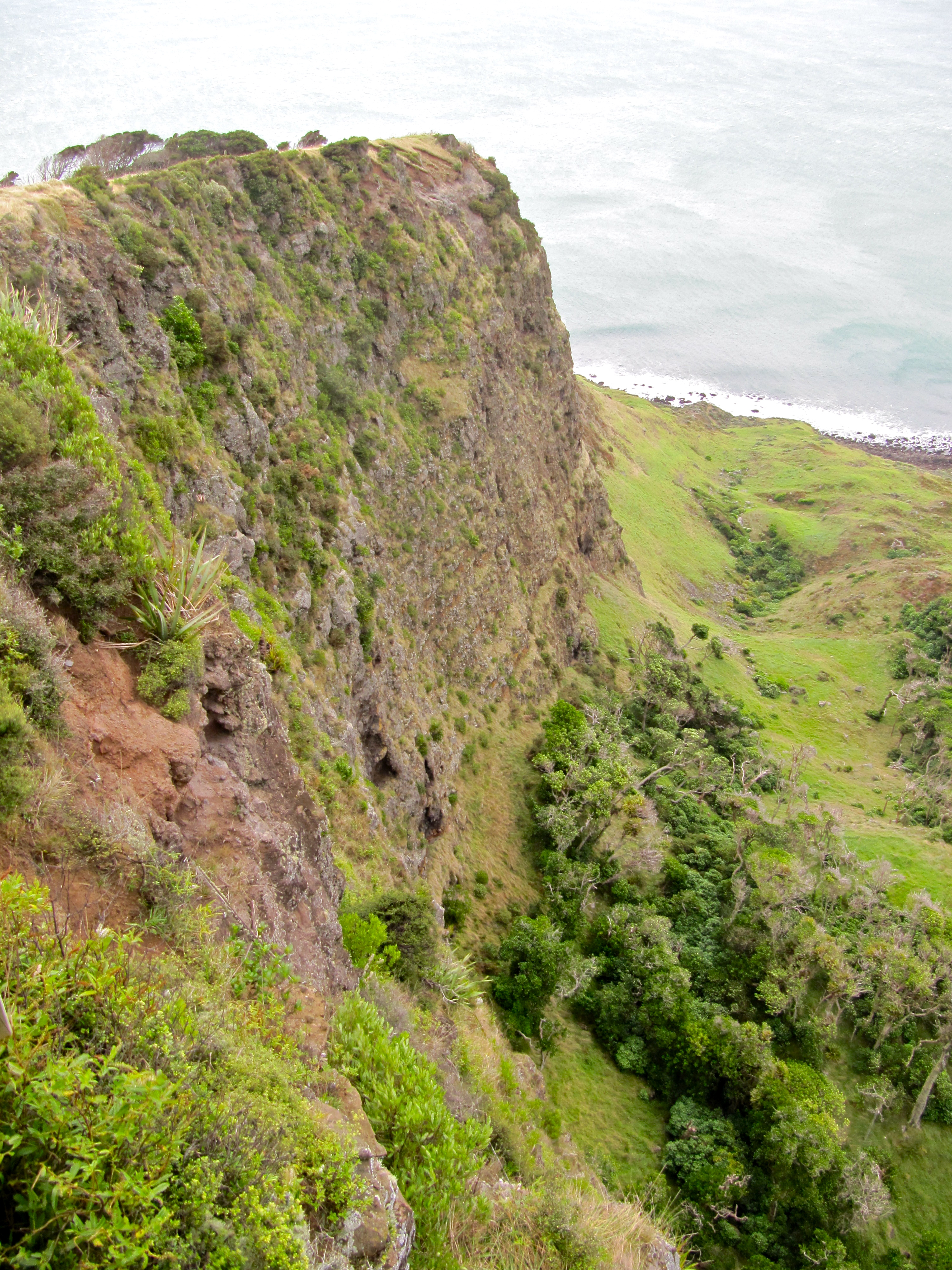
Gorges de Te Toto depuis la plate-forme d'observation.

Quinze coulées de lave ont formé les falaises des gorges du Te Toto, culminant à 150 m de hauteur. Elles contiennent de nombreux gros cristaux d'augite (phénocristaux) d'une taille pouvant atteindre 15 mm. Le basalte colonnaire repose sur des tufs de lapillis. La terrasse côtière, au-dessus de la plage de rochers, présente des vestiges du contact entre les premiers cônes volcaniques du Karioi et une marge marine peu profonde, avec la présence de coquillages et de bûches carbonisées. Principalement du côté nord de la gorge se trouvent des vestiges de jardins maoris. Un chemin raide non balisé mène à la gorge, à côté de la route en direction de Raglan, à proximité du parking. Un itinéraire existe également autour du pied de la falaise au sud de la gorge, bien qu'il ne soit pas ouvert au public en raison d'un risque de chute de pierres.
Les plantes Veronica speciosa et l'herbe à scorbut de Cook (Lepidium oleraceum) ont été réintroduites dans les gorges de Te Toto.

## Histoire humaine

### Histoire pré-européenne

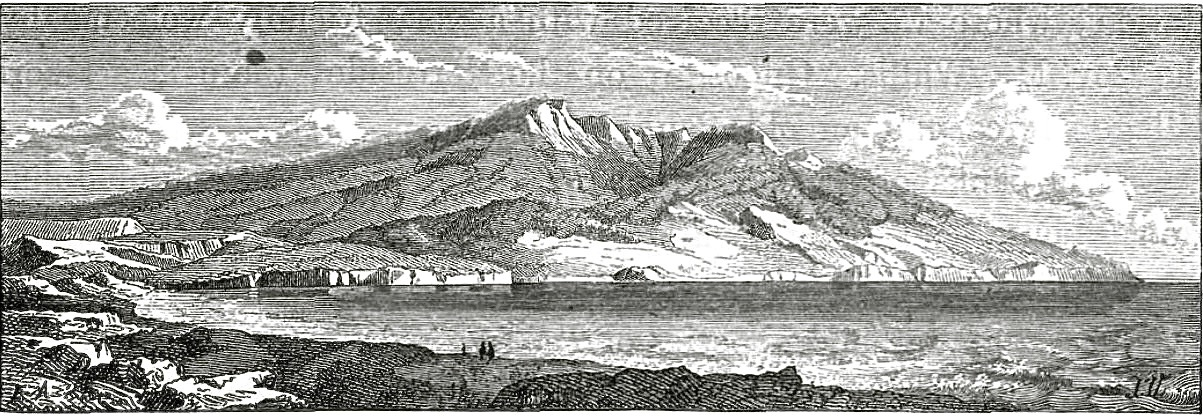
Vue de la face nord de la montagne, par Ferdinand von Hochstetter, en 1867.

De nombreux iwi whakapapa habitent ou se rendent sur le mont Karioi, qui figure dans plusieurs légendes maories. Selon ces légendes, Karioi et Pirongia, deux hommes enflammés par l'amour, se disputent pour la même femme, Karewa. Poursuivie par les deux hommes, elle suscite la pitié des dieux, qui transforment les trois protagonistes en rochers inanimés. Karewa devient une île au large, baptisée par James Cook l'île Gannet, tandis que les deux hommes deviennent les montagnes Pirongia et Karioi. La forme du mont Karioi est cependant assimilée, dans l'imaginaire collectif à une « Dame endormie » (Wahine Moe).
La destination finale de la pirogue de migration (waka) Tainui est le port de Kawhia. Certains membres du clan Tainui s'installent au pied des contreforts de Karioi. Parmi eux se trouve le tohunga Rakataura, qui gravit le Karioi et établit un tūāhupapa (autel sacré) près du sommet. Il décide de donner à la montagne son nom actuel.

### Colonisation européenne
C. W. Wennell et Susan Williams décrivent, dans Raglan County Hills and Sea: A Centennial History 1876–1976 l'arrivée des Européens.
C'est Abel Tasman, qui le premier, accoste à proximité de la montagne, le 28 décembre 1642, peu avant midi. Selon le journal de bord de Tasman, « à midi, nous avons vu une haute montagne à l'est au nord de nous. C'était Karioi. ». Le navigateur pense d'abord avoir affaire à une île, mais se rend compte qu'il s'agit d'une montagne sur la côte.
James Cook fait également face à Karioi, le 11 janvier 1770. Il ne voit pas le port de Whaingaroa mais ne peut manquer la montagne. Il nomme le mont « Woody Head » et la petite île à 18 km au sud-ouest de la tête reçoit le nom d'île Gannet, en raison du grand nombre de Fous australs, appelés Australian gannet en anglais, qui y nichent.
C'est seulement à partir de 1854 qu'une autorité gouvernementale forte se développe dans la région. Elle doit faire face à l'arrivée en masse de colons, venus s'installer sur les côtes de Nouvelle-Zélande. Dès 1853, un homme, Donald McLean, est chargé d'acquérir des terres au nom du gouvernement, en négociant avec les tribus maories locales. En huit mois, de janvier à août 1854, il fait l'acquisition de 40 000 acres, soit près de 162 000 km2. Le 11 avril 1854, il dépense 50 souverains d'or pour acheter un ensemble de terres, qu'il désigne comme le « bloc de Wharauroa », puis répète l'opération le lendemain en achetant un terrain de 12 000 acres au « peuple de Whaingaroa » pour une somme similaire. Dans ce terrain, appelé le « bloc Karioi », est inclus le mont Karioi. Dix-huit mois plus tard, en novembre 1855, ils signent officiellement un document plaçant le territoire sous autorité de la Couronne britannique.
D'autres sources affirment cependant que la cession de Karioi aux autorités britanniques n'a lieu qu'en 1855.
De nombreuses plaintes et actions en justice ont lieu dans les mois et années qui suivent, indiquant que la consultation de la population n'a probablement pas été suffisante.
En 1878, la colonisation et l'installation d'Européens débute dans la région et des routes sont construites par le Waste Lands Board à partir de 1883. Rapidement, de nouveaux terrains sont ouverts à la construction et la zone se développe peu à peu en se désenclavant.
De nombreuses scieries s'installent autour de Karioi, comme la Raglan Sawmilling Co., une société publique, créée en 1919 pour usiner du bois sur le mont Karioi, censé abriter sur son flanc oriental l'une des plus belles forêts de rimu du pays. En 1928, un incendie ravage une partie de la zone, les flammes détruisant la végétation ainsi qu'une scierie. Cette industrie est l'une des causes menant à la disparition de l'industrie du bois dans la région. Les dernières scieries ferment à la fin des années 1930.

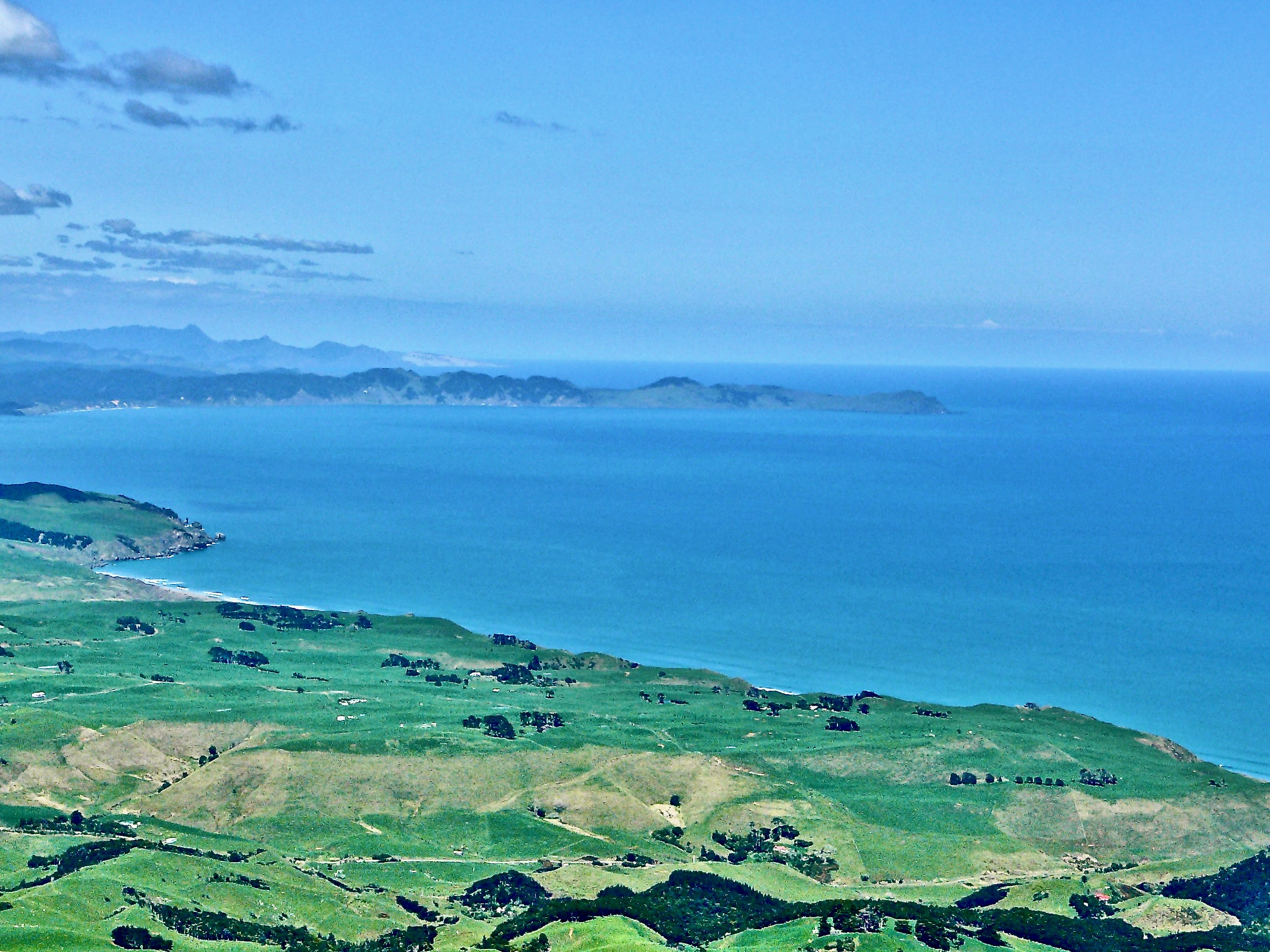
Vue en direction du sud depuis le sommet de Karioi.

La route Whaanga, le long de la côte située au pied de Karioi, est construite à partir de 1886. Elle est rasée au bulldozer en 1953.

### Histoire moderne
La zone comprenant le mont Karioi est administrée par le ministère de la Conservation (DOC pour Department of Conservation), faisant partie du parc forestier de Pirongia, depuis 1987.

### Lieux de culte traditionnels
Le marae (lieu de culte traditionnel polynésien) le plus proche du mont Karioi est Poihākena, en bordure de Raglan. À une distance similaire au sud se trouve le marae Mōtakotako de Ngāti Whakamarurangi.
Tirohia Marae sur le plateau central est un lieu de rencontre traditionnel des hapū de Ngāti Hīoi. Leur marae est situé à proximité du mont Karioi mais près d'Ohakune et non de Raglan.